# Rajmund Badó
Rajmund Badó (n. 15 august 1902, Budapesta, Austro-Ungaria – d. 26 decembrie 1997, New York City, New York, SUA) a fost un luptător ce a reprezentat Ungaria, medaliat olimpic. A participat la două ediții ale Jocurilor Olimpice (1924, 1928) în care a câștigat o medalie de bronz.